# Horst Naumann

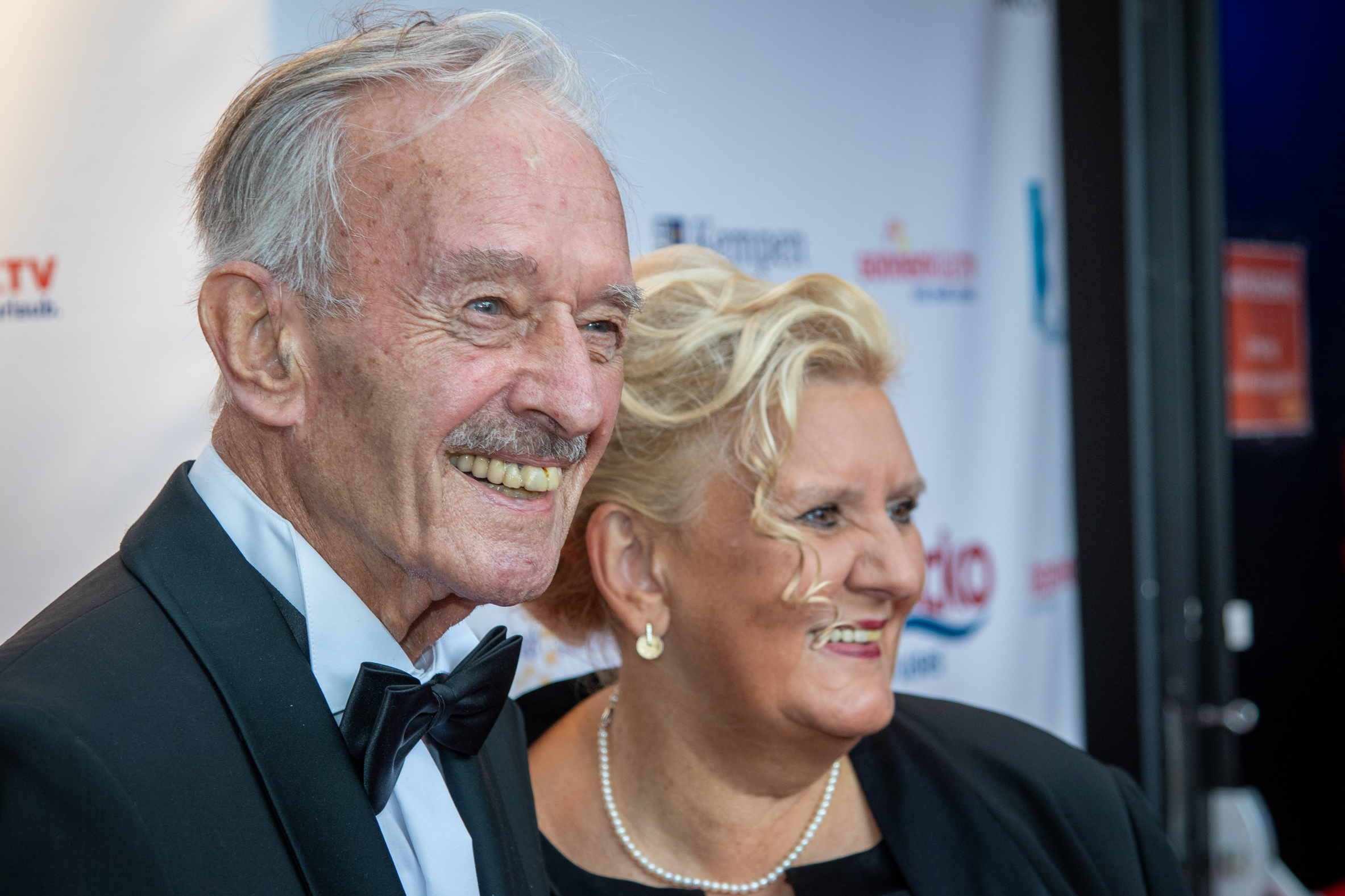
Horst Naumann mit Ehefrau Martina Linn (2021)

Horst Naumann (* 17. November 1925 in Dresden; † 19. Februar 2024 in Duisburg) war ein deutscher Schauspieler, Synchron- und Hörspielsprecher. Er spielte in mehr als 150 Film- und Fernsehproduktionen mit. Einem breiten Publikum wurde er durch seine Arztrollen in den Fernsehserien Die Schwarzwaldklinik und Das Traumschiff bekannt.

## Karriere
Der ausgebildete Schauspieler Naumann spielte ab 1946 an verschiedenen deutschen Bühnen. Im Jahr 1953 feierte er in der Rolle des Unteroffiziers Heinz Kersten im DEFA-Spielfilm Das geheimnisvolle Wrack sein Leinwanddebüt. Weitere Film- und Fernsehproduktionen folgten, anfangs noch für die DEFA und ab 1958, mit der Übersiedlung in die Bundesrepublik Deutschland, für westdeutsche Arbeitgeber.
In den 1960er-Jahren wurde Naumann durch das Fernsehen sehr populär. Er spielte Hauptrollen in den beliebten Fernsehserien Wolken über Kaprun (1964), Bei uns daheim (1966) und Zimmer 13 (1967). Einem breiten Publikum bekannt wurde er vor allem durch seine Rollen als Krankenhausarzt Dr. Horst Römer in der Fernsehserie Die Schwarzwaldklinik und als Schiffsarzt Dr. Horst Schröder in der Serie Das Traumschiff, wo er ab 1983 vereinzelt als Gastdarsteller auftrat und von 1986 bis 2010 zum festen Darstellerensemble gehörte. Ebenfalls als Arzt hatte er in zwei Folgen Auftritte in der Serie Rivalen der Rennbahn. Naumann wirkte im Laufe seiner rund fünfeinhalb Jahrzehnte lang andauernden Karriere von 1954 bis 2010 in 155 Film- und Fernsehproduktionen als Schauspieler mit.
Im Hörspielbereich war er in den 1980er-Jahren für das Label Europa tätig. Hier sprach er unter anderem den Erzähler der Serien Masters of the Universe, Hanni und Nanni, Das Schloß-Trio und She-Ra sowie kleinere Rollen in den Hörspielen Barbie, TKKG und in Die drei ???. Eine Hauptrolle sprach er bei Tom und Locke als Gunter Rehm, Lockes Vater. Nachdem er 2012 die Hauptrolle im Hörspiel Der schreiende Schädel nach einer Vorlage von Francis Marion Crawford übernommen hatte, gehörte er zum wiederkehrenden Ensemble von Titania Medien in deren Hörspielreihe Gruselkabinett. Auch übernahm er in zahlreichen Folgen der Reihen Sherlock Holmes, Titania Special und Grimms Märchen desselben Labels tragende Rollen.
Daneben lieh Naumann als Synchronsprecher unter anderem Patrick McGoohan (Nummer 6), Lex Barker (Die Schlangengrube und das Pendel), Ben Johnson (Getaway), Pierre Brice (Die Puppe des Gangsters), Christopher Plummer (Der rosarote Panther kehrt zurück), Anthony Zerbe (James Bond 007 – Lizenz zum Töten) oder Kevin Hagen (Unsere kleine Farm) seine Stimme.

## Privatleben
Horst Naumann war von 1954 bis zu ihrem Tod im Jahr 2003 mit Christa von Arvedi verheiratet. Im August 2010 heiratete er seine Managerin Martina Linn, Leiterin des Kleinkunsttheaters Die Säule in Duisburg.
Im Jahr 2005 veröffentlichte er seine Autobiografie mit dem Titel Zwischen Leuchtfeuer und Traumschiff.
Naumann starb am 19. Februar 2024 im Alter von 98 Jahren.

## Filmografie (Auswahl)

### Kino
- 1954: Leuchtfeuer
- 1954: Das geheimnisvolle Wrack
- 1954: Carola Lamberti – Eine vom Zirkus
- 1955: Star mit fremden Federn
- 1956: Der Teufelskreis
- 1956: Besondere Kennzeichen: keine
- 1956: Drei Mädchen im Endspiel
- 1957: Alter Kahn und junge Liebe
- 1957: Einmal eine große Dame sein
- 1958: U 47 – Kapitänleutnant Prien
- 1959: Lockvogel der Nacht
- 1959: Unser Wunderland bei Nacht
- 1959: Am Tag, als der Regen kam
- 1960: Schick deine Frau nicht nach Italien
- 1960: Mit Himbeergeist geht alles besser
- 1961: Frau Cheneys Ende
- 1961: Der Transport
- 1961: Am Sonntag will mein Süßer mit mir segeln gehn
- 1962: Mariandls Heimkehr
- 1962: Freddy und das Lied der Südsee
- 1962: Die Försterchristel
- 1963: Apartment-Zauber
- 1967: Hörig bis zur letzten Sünde
- 1968: Die goldene Pille
- 1968: Der Arzt von St. Pauli
- 1969: Todesschüsse am Broadway
- 1969: Auf der Reeperbahn nachts um halb eins
- 1970: Der Pfarrer von St. Pauli
- 1972: Blutiger Freitag
- 1973: Alter Kahn und junge Liebe

### Fernsehen
- 1963: Das Kriminalmuseum: Fünf Fotos
- 1963: Das Kriminalmuseum: Die Nadel
- 1964: Wolken über Kaprun (13 Folgen)
- 1964: Stunden der Angst
- 1964: Egon und das achte Weltwunder
- 1964: Fernfahrer: Start 9:15 Uhr
- 1964: Die fünfte Kolonne: Eine Puppe für Klein-Helga
- 1965: Und nicht mehr Jessica
- 1965: Sie schreiben mit: Kinderloses Ehepaar sucht Wohnung
- 1966: Bei uns daheim (13 Folgen)
- 1966: Hafenpolizei: Der Sprung von der Brücke
- 1966: Die fünfte Kolonne: Die ägyptische Katze
- 1966: Der Fall Rouger
- 1968: Zimmer 13 (Fernsehserie, 13 Folgen)
- 1968: Die fünfte Kolonne: Sonnenblumenweg 7
- 1968: Graf Yoster gibt sich die Ehre: Die letzte Expertise (Staffel 2, Episode 9)
- 1968: Detektiv Quarles
- 1969: Doppelagent George Blake
- 1970: Tatort – Saarbrücken, an einem Montag …
- 1970: Claus Graf Stauffenberg
- 1970: Die seltsamen Methoden des Franz Josef Wanninger: Der Fall Treptow
- 1972: Unsere heile Welt
- 1972: Wir 13 sind 17
- 1972: Pater Brown – Der Mann in der Passage
- 1973: Okay S.I.R.: Hostessen mit kleinen Fehlern
- 1976: Taxi 4012
- 1977: Tatort – Wer andern eine Grube gräbt …
- 1978: Der Alte: Nachtmusik
- 1978: Kommissariat 9: Die Edlen der Heilkunst
- 1979: St. Pauli-Landungsbrücken – Drei Wochen im Dock
- 1979: Die Protokolle des Herrn M. – Der letzte Schuss
- 1982: Sonderdezernat K1 – Das masurische Handtuch
- 1983–2010: Das Traumschiff
- 1984: Ein Fall für zwei (Fernsehserie, Episode: Elf Jahre danach)
- 1986: Derrick: Schonzeit für Mörder?
- 1986–1989: Die Schwarzwaldklinik
- 1988: Tagebuch für einen Mörder
- 1988: Geheime Reichssache
- 1989: Rivalen der Rennbahn (Fernsehserie, zwei Folgen)
- 1991: Ein Heim für Tiere (Fernsehserie, eine Folge)
- 1991: Das größte Fest des Jahres – Weihnachten bei unseren Fernsehfamilien
- 1996: Stubbe – Von Fall zu Fall (Fernsehserie, eine Folge)
- 1998: Klinik unter Palmen (Fernsehserie, drei Folgen)
- 2002: Rosamunde Pilcher: Mit den Augen der Liebe
- 2005: Die Schwarzwaldklinik – Die nächste Generation
- 2007–2010: Kreuzfahrt ins Glück
- 2010: Rosamunde Pilcher: Lords lügen nicht

## Hörspiele (Auswahl)
- 1966 Walter Scott: Ivanhoe – Regie: Egon L. Frauenberger (Folgen 2, 3, 4, Philips), Rolle: Moritz de Bracy[7]
- 1977: Karel Čapek: R.U.R. – Aufstand der Roboter – Regie: Ferry Bauer(Hörspielbearbeitung, Science-Fiction-Hörspiel – ORF Oberösterreich)
- 1978: Alexander Solschenizyn: Kerze im Wind – Regie: Ferry Bauer (Hörspielbearbeitung – ORF Oberösterreich)
- 1978: Stanisław Lem: Mondnacht und gibt es sie Mister Johns? – Regie: Ferry Bauer (Science-Fiction-Hörspiel – ORF Oberösterreich)
- 1980: Henry Wogan: Ein Jahrestag – Regie:Ferry Bauer (Original-Hörspiel – ORF Oberösterreich)
- 1981: Eva Maria Mudrich: Das Haus am Meer – Regie: Ferry Bauer (Science-Fiction-Hörspiel – ORF Oberösterreich)
- 1981: Lester Powell: Am Kreuzweg – Regie: Ferry Bauer (Kriminalhörspiel – ORF Oberösterreich)
- 1981: Terence Rattigan: Das Abschiedsgeschenk – Regie: Ferry Bauer (Hörspielbearbeitung – ORF Oberösterreich)
- 1983: Edgar Wallace, diverse Titel, Hörspielreihe, zwölf Folgen – Regie: Heikedine Körting (Europa), Rolle: Erzähler[8]
- 1983–1993: Stefan Wolf: TKKG, Hörspielserie, elf Folgen – Regie: Heikedine Körting (Europa), diverse Rollen[9]
- 1984–1985: Stefan Wolf: Hallo Tom, hier Locke, Hörspielserie, acht Folgen – Regie: Heikedine Körting (Europa), Rolle: Gunter Rehm[10]
- 1984–1988: Masters of the Universe, Hörspielserie, 37 Folgen – Regie: Heikedine Körting (Europa), Rolle: Erzähler[11]
- 1986: She Ra – Princess of Power, Hörspielserie, zehn Folgen – Regie: Heikedine Körting (Europa), Rolle: Erzähler[12]
- 1986–1987: Enid Blyton: Hanni und Nanni, Hörspielserie, 16 Folgen – Regie: Heikedine Körting (Europa), Rolle: Erzähler[13]
- 1988–1989: Red Geller: Das Schloß-Trio, Hörspielserie, zehn Folgen – Regie: Heikedine Körting (Europa), Rolle: Erzähler[14]
- 1989: Cop & Co., Hörspielserie, sechs Folgen – Regie: Heikedine Körting (Europa), Rolle: Erzähler[15]
- 2012–2023: Sherlock Holmes – Die geheimen Fälle des Meisterdetektivs, Hörspielserie, elf Folgen – Regie: Marc Gruppe (Titania Medien), diverse Rollen[16]
- 2012–2024: Gruselkabinett, Hörspielserie, 38 Folgen – Regie: Marc Gruppe (Titania Medien), diverse Rollen[17]
- 2021–2024: Grimms Märchen, Hörspielreihe, sieben Folgen – Regie: Marc Gruppe (Titania Medien), diverse Rollen[18]